# 바다소목
바다소목(Sirenia)은 포유류의 한 목이다. 해안에서 살며 초식동물이다. 고래처럼 바다에 살면서 해초 등의 식물질을 먹는다. 앞다리는 지느러미 모양이다. 코 끝이 굵고 둥글며, 귀가 없고 털이 엉성하게 나 있다. 머리뼈가 튼튼하며, 꼬뼈가 없다. 특히 아래턱이 굵고 튼튼하다. 위는 여러 방으로 나뉜 복잡한 구조를 하고 있다. 듀공·매너티 등의 4종이 알려져 있다.
그리스 인들이 인어로 오인했던 동물로 추측되는 바다소는 강가나 해안가, 습지 주변에서 서식한다. 바다소목의 동물들은 지난 5천만 년간 진화를 거듭해 왔으며 그들 중에서 듀공과 매너티가 포함된다. 지방질의 몸집에 숨을 오랫동안 참을 수 있도록 두개골이 아주 발달되어 있다. 매너티와 듀공을 보더라도 두개골격이 아주 잘 발달되어 있으며 두 동물 모두 엉엉 우는 듯한 소리를 내는데 아주 쾌활한 성격을 지녔다. 두 개의 젖꼭지가 있으며 코끼리가 바다소와 가장 가까운 육지 친척인 것으로 추측된다.
매너티 종과 듀공 모두 멸종 위기종이다. 세 개의 종인 매너티 종은 인간의 해양 개발과 서식지 파괴로 이미 멸종 수위에 거의 이른 것으로 추측된다. 이미 스텔라 바다소는 포획에 의해 18세기 멸종하였다. 이들은 해양 포유류 중 유일한 초식동물로 분류된다. 바다사자와 돌고래, 물개 등과 다르게 바다소목 종만이 해초를 먹는다. 신진대사가 원활하지 못한 탓에 온도가 차가워지면 적응력이 떨어진다. 또한 바다소목의 동물들은 물에서만 사는 포유류이기 때문에 새끼를 낳기 위해서도 뭍으로 나가지 않는다.

## 하위 분류
- † Prorastomidae
  - † Pezosiren
  - † Prorastomus
- † Protosirenidae
  - † Protosiren
- 듀공과 (Dugongidae)
  - † Nanosiren
  - † Sirenotherium
  - 듀공아과 (Dugonginae)
    - 듀공속 (Dugong)
      - 듀공 (Dugong dugon)

  - † 스텔러바다소아과 (Hydrodamalinae)
    - † Dusisiren
    - † 스텔러바다소속 (Hydrodamalis)
      - † Hydrodamalis cuestae
      - † 스텔러바다소 (Hydrodamalis gigas)
- 매너티과 (Trichechidae)
  - † Miosireninae
    - †Anomotherium
      - †Anomotherium langewieschei

    - † Miosiren
      - †Miosiren canhami
      - †Miosiren kocki

  - 매너티아과 (Trichechinae)
    - † Potamosiren
      - † Potamosiren magdalenensis

    - 매너티속 (Trichechus)
      - 서인도제도매너티 (Trichechus manatus)
        - 앤틸리스매너티 (Trichechus manatus manatus)
        - 플로리다매너티 (Trichechus manatus latirostris)

      - 아프리카매너티 (Trichechus senegalensis)
      - 아마존매너티 (Trichechus inunguis)
      - Dwarf Manatee (화석종)

  - † Ribodon
    - † Ribodon limbatus

## 계통 분류
다음은 아프로테리아상목의 계통 분류이다.
| 코끼리땃쥐목   | 코끼리땃쥐과                                                    |
|                | 코끼리땃쥐과                                                    |
| 아프리카땃쥐목 | \| \| 황금두더지과 \| \| \| \| \| \| 고슴도치붙이과 \| \| \| \| |
|                | \| \| 황금두더지과 \| \| \| \| \| \| 고슴도치붙이과 \| \| \| \| |
|                | 황금두더지과                                                    |
|                |                                                                 |
|                | 고슴도치붙이과                                                  |
|                |                                                                 |

|  | 황금두더지과   |
|  |                |
|  | 고슴도치붙이과 |
|  |                |

| 코끼리땃쥐목   | 코끼리땃쥐과                                                    |
|                | 코끼리땃쥐과                                                    |
| 아프리카땃쥐목 | \| \| 황금두더지과 \| \| \| \| \| \| 고슴도치붙이과 \| \| \| \| |
|                | \| \| 황금두더지과 \| \| \| \| \| \| 고슴도치붙이과 \| \| \| \| |
|                | 황금두더지과                                                    |
|                |                                                                 |
|                | 고슴도치붙이과                                                  |
|                |                                                                 |

|  | 황금두더지과   |
|  |                |
|  | 고슴도치붙이과 |
|  |                |

| 장비목   | 코끼리과                                            |
|          | 코끼리과                                            |
| 바다소목 | \| \| 듀공과 \| \| \| \| \| \| 매너티과 \| \| \| \| |
|          | \| \| 듀공과 \| \| \| \| \| \| 매너티과 \| \| \| \| |
|          | 듀공과                                              |
|          |                                                     |
|          | 매너티과                                            |
|          |                                                     |

|  | 듀공과   |
|  |          |
|  | 매너티과 |
|  |          |

| 장비목   | 코끼리과                                            |
|          | 코끼리과                                            |
| 바다소목 | \| \| 듀공과 \| \| \| \| \| \| 매너티과 \| \| \| \| |
|          | \| \| 듀공과 \| \| \| \| \| \| 매너티과 \| \| \| \| |
|          | 듀공과                                              |
|          |                                                     |
|          | 매너티과                                            |
|          |                                                     |

|  | 듀공과   |
|  |          |
|  | 매너티과 |
|  |          |

| 코끼리땃쥐목   | 코끼리땃쥐과                                                    |
|                | 코끼리땃쥐과                                                    |
| 아프리카땃쥐목 | \| \| 황금두더지과 \| \| \| \| \| \| 고슴도치붙이과 \| \| \| \| |
|                | \| \| 황금두더지과 \| \| \| \| \| \| 고슴도치붙이과 \| \| \| \| |
|                | 황금두더지과                                                    |
|                |                                                                 |
|                | 고슴도치붙이과                                                  |
|                |                                                                 |

|  | 황금두더지과   |
|  |                |
|  | 고슴도치붙이과 |
|  |                |

| 코끼리땃쥐목   | 코끼리땃쥐과                                                    |
|                | 코끼리땃쥐과                                                    |
| 아프리카땃쥐목 | \| \| 황금두더지과 \| \| \| \| \| \| 고슴도치붙이과 \| \| \| \| |
|                | \| \| 황금두더지과 \| \| \| \| \| \| 고슴도치붙이과 \| \| \| \| |
|                | 황금두더지과                                                    |
|                |                                                                 |
|                | 고슴도치붙이과                                                  |
|                |                                                                 |

|  | 황금두더지과   |
|  |                |
|  | 고슴도치붙이과 |
|  |                |

| 장비목   | 코끼리과                                            |
|          | 코끼리과                                            |
| 바다소목 | \| \| 듀공과 \| \| \| \| \| \| 매너티과 \| \| \| \| |
|          | \| \| 듀공과 \| \| \| \| \| \| 매너티과 \| \| \| \| |
|          | 듀공과                                              |
|          |                                                     |
|          | 매너티과                                            |
|          |                                                     |

|  | 듀공과   |
|  |          |
|  | 매너티과 |
|  |          |

| 장비목   | 코끼리과                                            |
|          | 코끼리과                                            |
| 바다소목 | \| \| 듀공과 \| \| \| \| \| \| 매너티과 \| \| \| \| |
|          | \| \| 듀공과 \| \| \| \| \| \| 매너티과 \| \| \| \| |
|          | 듀공과                                              |
|          |                                                     |
|          | 매너티과                                            |
|          |                                                     |

|  | 듀공과   |
|  |          |
|  | 매너티과 |
|  |          |

## 같이 보기
- 난쟁이매너티
- 고래
- 해양 포유류